# Садгурис моедани-2
Садгурис моедани-2 (груз. სადგურის მოედანი — «Вокзальная площадь») — конечная станция Сабурталинской линии Тбилисского метрополитена. Пересадочная станция, единственный пересадочный узел в Тбилисском метрополитене.

## История
Открыта 15 сентября 1979 года. Переход на Ахметели-Варкетилскую линию (на станцию «Садгурис моедани-1»). Два выхода — один вместе с Садгурис моедани-1 на Центральный вокзал Тбилиси, другой к проспекту Цотне Дадиани. 
Одна из двух первых односводчатых станций глубокого заложения в Тбилисском метро.
До 2011 года обе станции пересадочного узла назывались «Вагзлис моедани» (ვაგზლის მოედანი). Слово вагзали — заимствование из русского «вокзал», садгури — исконно грузинское обозначение любой станции.